# 鮑曼 (喬治亞州)
鮑曼（英語：Bowman）是一個位於美國喬治亞州艾伯特縣的城市。

## 地理
鮑曼的座標為34°12′15″N 83°01′37″W / 34.20417°N 83.02694°W，而該地的平均海拔高度為238米（即781英尺）。

## 人口
根據2010年美國人口普查的數據，鮑曼的面積為8.13平方千米，當中陸地面積為8.08平方千米，而水域面積為0.05平方千米。當地共有人口862人，而人口密度為每平方千米106.03人。